# Владимировка (Джанкойский район)
Влади́мировка (ранее Ново-Влади́мировка; укр. Володимирівка, крымскотат. Vladimirovka, Владимировка) — исчезнувшее село в Джанкойском районе Республики Крым, располагавшееся на западе района, в степной части Крыма, на шоссе 35А-001 граница с Украиной — Джанкой — Феодосия — Керчь, примерно в 3,2 км к западу от современного села Лобаново.

## История
Село Владимировка, судя по доступным историческим документам, основано в начале XX века, поскольку в «…Памятной книжке Таврической губернии на 1900 год» ещё не упоминается, а по Статистическому справочнику Таврической губернии 1915 года в деревне Владимировка (казённый Борлак) Богемской волости Перекопского уезда числилось 23 двора (все дворы с землёй) с русским населением в количестве 161 человека приписных жителей и 3 — «посторонних», из которых 81 мужчина и 83 женщины. Жители владели 408 десятинами удобной земли. В хозяйствах имелось 93 лошади, 2 вола, 36 коров и 26 голов мелкого скота.
После установления в Крыму Советской власти, по постановлению Крымревкома от 8 января 1921 года № 206 «Об изменении административных границ» была упразднена волостная система и в составе Джанкойского уезда был создан Джанкойский район. В 1922 году уезды преобразовали в округа. 11 октября 1923 года, согласно постановлению ВЦИК, в административное деление Крымской АССР были внесены изменения, в результате которых округа были ликвидированы, основной административной единицей стал Джанкойский район и село включили в его состав. Согласно Списку населённых пунктов Крымской АССР по Всесоюзной переписи 17 декабря 1926 года, в селе Ново-Владимировка (или Казённый Борлак), Павловского сельсовета Джанкойского района, числилось 49 дворов, из них 48 крестьянских, население составляло 200 человек, из них 136 русских, 64 татарина, действовала русская школа. По данным всесоюзная перепись населения 1939 года в селе проживало 235 человек.
Во время Великой Отечественной войны, 11 апреля 1944 года в боях за освобождение Ново-Владимировки, погибли воины 51-й армии старшина Парфирий Иванович Николаенко и рядовой Павел Федорович Давыдов. Павших похоронили на кладбище Ново-Владимировки. В 1966 году, в связи с ликвидацией села, останки были перезахоронены в село Новая Жизнь.
В 1944 году, после освобождения Крыма от фашистов, согласно постановлению ГКО № 5859 от 11 мая 1944 года, 18 мая крымские татары были депортированы в Среднюю Азию. 12 августа 1944 года было принято постановление № ГОКО-6372с «О переселении колхозников в районы Крыма» и в сентябре 1944 года в район приехали первые новоселы (27 семей) из Каменец-Подольской и Киевской областей, а в начале 1950-х годов последовала вторая волна переселенцев из различных областей Украины. С 25 июня 1946 года Джадра-Борлак в составе Крымской области РСФСР. 26 апреля 1954 года Крымская область была передана из состава РСФСР в состав УССР. Время включения в Лобановский сельсовет пока не установлено: на 15 июня 1960 года село уже числилось в его составе. По данным переписи 1989 года в селе проживало 332 человека. Время переименования в Ново-Владимировку и обратно во Владимировку в доступных источниках не встречается. С 12 февраля 1991 года село в восстановленной Крымской АССР, 26 февраля 1992 года переименованной в Автономную Республику Крым. Владимировка, как село Лобановского сельсовета, была снята с учёта ВР Украины 24 марта 1997 года.